# Short Dick Man
Short Dick Man é uma canção do grupo americano de hip hop 20 Fingers com participação da rapper Gillete. A canção foi lançada como single em 1994, e foi um sucesso global, particularmente no Brasil, França e Itália, onde o single ficou em primeiro lugar. Ele alcançou o top 10 na Alemanha, Canadá, Austrália, Áustria, Bélgica, Holanda e Nova Zelândia.
Este single, que envolve uma mulher zombando do tamanho do pênis de um homem, também foi lançado em uma versão que substitui a palavra "dick" com "short" (a música também foi lançada sob o título censurado "Short Short Man").[carece de fontes?] O co-escritor Manfred Mohr disse ao Los Angeles Times que o ponto da música era atrair a atenção: "Achávamos que havia todas essas músicas com homens batendo nas mulheres e as tratando como objetos sexuais. Então decidimos criar uma música que poderia atrair alguma atenção se colocássemos os homens sobre a mesa". Algumas estações de rádio se recusaram a tocar a canção devido como era claramente obscena e discriminatória.
Wendi Cermak da The Network Forty elogiou a canção e escreveu que "uma linha de baixo latejante que não é atolada por super-produção complementa os vocais eloquente - e ligeiramente politicamente incorreto". Em 2017, a BuzzFeed listou a música na posição de número 54 na sua lista de "as 101 maiores canções de dance dos anos 90".

## Videoclipe
Um videoclipe foi feito para "Short Dick Man", e foi dirigido por Daniel Zirilli. No vídeo, há imagens de Gillette cantando em uma praia que é dedicada a um homem chamado Alex Suarez Pergis. O videoclipe foi postado no YouTube em junho de 2013. Até 2020, o vídeo tinha mais de 12,8 milhões de visualizações.

## Outras Versões
- Em 1995, os cantores Machito Ponce e Diamanda Turbin, realizaram uma versão da música sob o nome de "Short Dick Man (¡Ponte A Brincar!)".[4]
- Em 2007, a música foi regravada por Laurent Wolf, com Marilyn David.[5]

## Controvérsias e Presença em "Quatro Por Quatro Internacional"
A canção foi executada no programa Xuxa Hits em 1995, quando a cantora esteve no Brasil, fato esse que gerou uma enorme repercussão nos dias atuais, graças às redes sociais, o que não existia na época. Isso esbarrou no fato de que a maior parte da plateia do programa, formada majoritariamente por crianças e adolescentes, não sabia inglês para entender o teor da canção, altamente erotizado. Tal participação do grupo em um programa da TV Globo deu-se pela inclusão da música na trilha sonora internacional da novela Quatro Por Quatro, de Carlos Lombardi, exibida entre 1994/1995

## Lista de Faixas
- CD single

1. "Short Dick Man" (radio mix) — 3:16
2. "Short Dick Man" (J.J. energy mix radio edit) — 3:20

- CD maxi'"

1. "Short Dick Man" (Radio Mix) — 3:21
2. "Short Dick Man" (Bass Mix) — 4:54
3. "Short Dick Man" (Jazzy Mix) — 4:51
4. "Short Dick Man" (Accapella) — 4:23
5. "Short Dick Man" (Club Mix) — 4:50
6. "Short Dick Man" (J.J. Energy Mix) — 4:39
7. "Short Dick Man" (Insane Mix) — 5:07
8. "Short Dick Man" (Dub Mix) — 2:41

- 12" maxi

1. "Short Dick Man" (club mix) — 4:48
2. "Short Dick Man" (a cappella) — 4:17
3. "Short Dick Man" (bass mix) — 4:51
4. "Short Dick Man" (radio edit) — 3:16

- CD maxi - Italian remixes

1. "Short Dick Man" (heavy dick version) — 10:33
2. "Short Dick Man" (aladino remix) — 5:04
3. "Short Dick Man" (pagany "the sound" remix) — 6:10
4. "Short Dick Man" (Ti.Pi.Cal. planet remix) — 8:33
5. "Short Dick Man" (unity 3 bip remix) — 6:01
6. "Short Dick DJ" (Old Betsy - NoiseLab Crew remix) - 4:29

## Desempenho nas paradas musicais
| Parada musical (1994 - 1995)                           | Melhor posição |
| ------------------------------------------------------ | -------------- |
| Austrália - (ARIA)                                     | 4              |
| Áustria - (Ö3 Austria Top 40)                          | 6              |
| Bélgica - (Ultratop 50 Flanders)                       | 10             |
| Canadá - (RPM)                                         | 2              |
| Escócia - (Official Charts Company)                    | 14             |
| Estados Unidos - (Billboard Hot 100)                   | 14             |
| Estados Unidos - (Billboard Hot Dance Club Songs Play) | 3              |
| Estados Unidos - (Billboard Rhythmic Top 40)           | 28             |
| União Europeia - (Eurochart Hot 100)                   | 4              |
| França - (SNEP)                                        | 1              |
| Alemanha - (Official German Charts)                    | 3              |
| Itália - (Música e dischi)                             | 1              |
| Países Baixos - (Dutch Top 40)                         | 7              |
| Reino Unido - (The Official Chart Company)             | 21             |
| Reino Unido - (UK Dance)                               | 3              |